# Ulla-Britt Svensson
Ulla-Britt Margareta Svensson, född 15 oktober 1935 i Sofia församling i Stockholm, är en svensk sångerska. Hon är tvillingsyster till Solveig Svensson.

## Filmografi
- 1956 – Sjunde himlen